# Alexis de Levchine
Alexis de Levchine ou Alexeï Iraklievitch Levchin (en russe : Алексей Ираклиевич Лёвшин), né en 1798 ou 1799 à Pozhilino et mort le 16 septembre 1879 à Khomutovka, est un homme politique, ethnographe et explorateur russe. 
Il est un des théoriciens de l'Abolition du servage de 1861.

## Biographie
Né en 1798 ou 1799 dans la famille d'un propriétaire terrien de la province de Voronej, Irakli Alekseïevitch Levchin et de la fille d'un fabricant de tissus, Susanna Vasilievna, il est le frère de Leo Levchin qui deviendra général de division et chef de la police de Varsovie.
Diplômé du gymnase de Voronej en 1813, puis de l'Université impériale de Kharkov (1818), en 1820, il est nommé à la Commission des frontières d'Orenbourg et entreprend l'analyse des archives des affaires kirghiz-kaisak (kazakhs). Il publie ses travaux sous le titre Revue historique et statistique des cosaques de l'Oural, qui restera longtemps l'ouvrage de références sur le sujet. 
Il voyage en Sibérie en 1821-1822 comme conseiller de l'Empire. En 1823, à la demande du gouverneur général de Novorossiysk, le comte Mikhaïl Semionovitch Vorontsov, il est nommé secrétaire, poste qu'il occupera jusqu'en 1826, date à laquelle il est envoyé en France, en Italie et en Autriche pour se familiariser avec les institutions. À son retour de l'étranger, il présente un projet de transformation des institutions et un projet de nouvelle charte.
Gouverneur de Odessa (1831-1837), il fonde l'Odessa Herald et la bibliothèque publique, fait aménager la ville et est à l'origine de la construction de l'escalier du Potemkine. En 1837, en raison de l'épidémie de choléra qui commence à Odessa et qui s'est terminée par une épidémie de peste, il est démis de ses fonctions.
En 1838, il est nommé gouverneur civil d'Irkoutsk, mais, pour des raisons de santé, il ne peut se rendre à Irkoutsk et est affecté au ministère de l'Intérieur ; à partir de 1844, il est directeur du 3e département (département de l'agriculture) du ministère des Domaines et, le 17 décembre 1855, est nommé sénateur et sous-ministre de l'intérieur. Il joue alors un rôle de premier plan dans la libération des paysans. Il compile un aperçu historique du servage en Russie et participe à l'élaboration des principes de base de la réforme. Dans un rapport du 26 juillet 1857, dans une note spéciale, il expose les fondements généraux de la réforme, tels que : le droit des propriétaires fonciers à la terre et la progressivité de la réforme. Lorsque la tendance à la propriété des paysans sur la terre, avec la rémunération des propriétaires terriens et à la simultanéité de la réforme triomphe, il rédige un projet corrigé par Sergueï Stepanovitch Lanskoï et le comte Mikhaïl Mouraviov-Vilenski, qui aboutit au texte de Vladimir Nazimov (20 novembre 1857), par lequel commence l'histoire officielle de la libération. À partir de ce moment, son influence sur le cours de la réforme décline progressivement ; pendant un certain temps, en tant que sous-ministre, il est président du département Zemsky jusqu'à ce qu'il soit finalement retiré des affaires en 1859 à sa demande.
En 1845, avec un groupe de personnes partageant les mêmes idées, il fonde la Société géographique impériale russe.
Jules Verne le mentionne dans son roman Michel Strogoff (partie 1, chapitre II).

## Publication
- 1840 : Description des hordes et des steppes des Kirghiz Kazaks (traduction en français de Описание киргиз-казачьих или киргиз-кайсацких орд и степей (1832)